# Huțu, Bacău
Huțu este un sat în comuna Găiceana din județul Bacău, Moldova, România.